# ژیان‌مرغک‌های بی‌ریش
ژیان‌مرغک‌های بی‌ریش (نام علمی: Camptostoma) یک سرده از پرندگان از تیرهٔ ژیان‌مرغان (Tyrannidae) است.
این سرده دارای دو گونه است.
آنها پرندگان پرجنب‌جوشی هستند که به شیوهٔ سرودخوان‌ها یا سسک‌ها از حشرات ، عنکبوت‌ها و سته‌ها تغذیه می‌کنند.